# Democratische Actie
Democratische Actie (Spaans: Acción Democrática, AD) is een centristische partij in Venezuela. De partij werd op 13 september 1941 opgericht door Rómulo Gallegos, Andrés Elloy Blanco, Luis Beltrán Prieto Figueroa, Luis Lander, Raúl Ramos Jiménez, Medardo Medina Febres, Enrique H. Marín, Rafael Padrón, Fernando Peñalver, Luis Augusto Dubuc, César Hernández en Ricardo Montilla. Rómulo Gallegos is de schrijver van de bestseller Doña Bárbara. Hij werd in 1948 democratisch gekozen president van Venezuela. Een paar maanden na zijn aantreden werd hij afgezet en werd er een militaire dictatuur ingesteld.
Rómulo Betancourt werd in 1959 democratisch gekozen president van Venezuela.
De AD is een gematigde sociaaldemocratische partij die aanvankelijk streefde naar de emancipatie van de armen. Samen met de christendemocratische COPEI heeft de AD gezorgd voor stabiliteit en democratie in Venezuela in de periode 1958-1999. In 1968, toen de partij al negen jaar onafgebroken regeerde, kwam het tot een breuk tussen de rechter- en de linkervleugel. De laatste scheidde zich af onder Prieto, waarna de AD een behoudende partij werd met vooral steun in de bourgeoisie. Uiteindelijk raakte ze onder de corrupte president Carlos Andrés Pérez volledig in diskrediet.
De partij is tegen de socialistische regering van president Hugo Chávez en zijn Verenigde Socialistische Partij van Venezuela.
In januari 2008 verzamelden diverse partijen in Venezuela zich in een oppositiecoalitie, Mesa de la Unidad Democrática (MUD). Wilden de partijen een kans maken tegen Hugo Chavez dan was samenwerking essentieel. In juni 2009 waren 11 partijen betrokken en een jaar later al 50 waarvan 16 nationale bekendheid genoten. De basis werd gelegd door Copei en Democratische Actie en aangevuld met partijen van recentere datum zoals Rechtvaardigheid Eerst. Door de verscheidenheid aan partijen is niet altijd consensus mogelijk.
In de verkiezingen van september 2010 bereikte MUD de eerste successen. Ze behaalden 64 van de 165 zetels in het parlement. Democratische Actie kreeg acht en Copei vijf zetels, maar ze moesten Rechtvaardigheid Eerst en Un Nuevo Tiempo voor laten met elk 10 zetels. In de parlementsverkiezingen van december 2015 behaalden MUD een meerderheid in het parlement met 112 van de 165 zetels.
In de zomer van 2017 stelde de regering-Maduro een Grondwetgevende Vergadering in en liet verkiezingen houden, die door de oppositie werden geboycot. In oktober vonden gouverneursverkiezingen plaats, waarin ook vier leden van de Democratische Actie werden gekozen. Toen deze zich in de Constituante van Maduro lieten installeren, trokken Henrique Capriles en andere oppositieleiders zich terug uit de MUD.